# Knínice u Boskovic
Pour les articles homonymes, voir Knínice.
Knínice u Boskovic (en allemand : Knienitz) est un bourg (městys) du district de Blansko, dans la région de Moravie-du-Sud, en République tchèque. Sa population s'élevait à 916 habitants en 2020.

## Géographie
Knínice u Boskovic se trouve à 7 km au nord-nord-est de Boskovice, à 20 km au nord de Blansko, à 39 km au nord de Brno et à 173 km à l'est-sud-est de Prague.
La commune est limitée par Vanovice et Šebetov au nord, par Kořenec à l'est, par Okrouhlá au sud-est, par Vážany au sud, et par Sudice et Pamětice à l'ouest.

## Histoire
La première mention écrite de la localité date de 1097.